# Hamburger Turnerbund von 1862
Der Hamburger Turnerbund von 1862 e. V. (HTB62) ist ein Mehrspartensportverein aus Hamburg. Er verfügt aktuell über Abteilungen für Basketball, Bogenschießen, Boxen, Leichtathletik, Schwimmen, Selbstverteidigung, Tanzsport und Wasserball. Besonders bekannt ist seine Basketball-Abteilung, die in den 1970er und 1980er Jahren zeitweilig in der Bundesliga spielte und bereits vor dem Zweiten Weltkrieg Hamburger Meister war. Mitgliederstärkste Abteilung ist seit Jahrzehnten der Schwimmsport. Im Schwimmen und Wasserball konnten zahlreiche Titel errungen werden.
Der HTB62 betreibt in Hamburg-Langenhorn das Naturbad Kiwittsmoor.

## Geschichte
Der Hamburger Turnerbund von 1862 e. V. wurde am 1. Mai 1862 von 19 Turnern durch eine Abspaltung vom „Bildungsverein für Arbeiter“ aus dem Stadtteil St. Georg gegründet. Es kam zum Zusammenschluss mit der Borgfelder Turnerschaft „Gut Heil“ sowie dem Hamburg-St. Georg Turnverein. 50 Jahre nach der Gründung kam zur Turn- eine Schwimmabteilung, später folgten weitere Sportarten wie Fußball, Handball, Judo oder Tischtennis. Seit 1915 nutzte der Verein die Turnhalle an der Burgstraße, die später Teil der dort nach dem Ersten Weltkrieg gegründeten Volksschule Burgstraße (heute: Berufliche Schule Burgstraße) wurde. Die damalige Fußballmannschaft des HTB62 erreichte 1929 das Halbfinale der Fußballmeisterschaft der Deutschen Turnerschaft, wo sie mit 0:2 an der ATG Gera scheiterte.
HTB62-Leichtathletin Anni Holdmann gewann bei den Olympischen Spielen 1928 in Amsterdam mit der deutschen 4-mal-100-Meter-Staffel eine Bronzemedaille. Bei den Sommerspielen 1936 in Berlin errang Käthe Köhler im Turmspringen ebenfalls Bronze. Die ehemalige Judo-Abteilung nahm in den 1950er Jahren an den Wettkämpfen um die Hamburger Mannschaftsmeisterschaften teil.
Das 1935 im Hamburger Stadtteil Langenhorn eröffnete Naturbad Kiwittsmoor wird seit 1984 vom HTB62 betrieben, seit 1997 besteht ein Förderverein zum Erhalt des Naturbades Kiwittsmoor e. V.
2008 ging der Hamburger Turnerbund von 1862 in die Insolvenz, da die hohen Betriebskosten von Lehrschwimmbecken an acht Standorten in Hamburg zu einer Überschuldung geführt hatten. Die Lehrschwimmbecken wurden in Folge entweder geschlossen oder unentgeltlich an eine Betreibergesellschaft des Hamburger Sportbunds übertragen.

## Basketball
Die Basketballabteilung, die bereits vor dem Zweiten Weltkrieg Hamburger Meister geworden war, nahm 1949 an der ersten Nachkriegsmeisterschaftsrunde in Hamburg teil. Die Herrenmannschaft des Vereins, die schon 1960 in der Oberliga Nord spielte, stieg 1971 in die Basketball-Bundesliga auf. Betreut wurde die Truppe vom tschechischen Trainer Jaroslav Myslik. Stützen der Hamburger Mannschaft waren Hans-Dieter Niedlich, Erhard Apeltauer und Peter Heining. Niedlich übernahm 1972 das Traineramt. 1973/74 betreute erst wieder Myslik die Mannschaft, die vom US-Amerikaner Mark Beckwith verstärkt wurde, als weitere Neuzugänge stießen Jugendnationalspieler Thomas Timm aus Pinneberg sowie Jürgen Prieß aus Berlin zum Aufgebot. Als Schwierigkeit erwiesen sich in dieser Zeit die vergebliche Suche nach benötigten Geldmitteln sowie die mit einem Fassungsvermögen von 350 Zuschauern zu kleine Heimstätte, die Universitätssporthalle am Turmweg. Im Oktober 1973 übernahm Eckardt Trowitzsch (zuvor als Spieler Mitglied der Mannschaft) das Traineramt. Die Hamburger erreichten in der Saison 1973/74 das Endspiel um den DBB-Pokal: In Böblingen trafen sie auf TuS 04 Leverkusen und unterlagen mit 61:88. Beste HTB-Korbschützen in dem Endspiel waren Bernd Lühr und Apeltauer mit jeweils 14 Punkten. In derselben Saison wurde auch in der Bundesliga das beste Ergebnis der Erstligazugehörigkeit verbuchte: Am Ende der Hauptrunde stand der HTB auf dem vierten Rang der Nord-Gruppe, in der Zwischenrunde wurde als Dritter knapp der Sprung ins Halbfinale um die deutsche Meisterschaft verpasst. Der US-Amerikaner Harry Hansen trainierte den HTB in der Bundesliga-Saison 1974/75. Die Hamburger hatten im Vorfeld des Spieljahres mit Mike Murray einen Landsmann Hansens verpflichtet, der teils überragende Leistungen zeigte, auch Peter John sowie Peter Heining waren Pfeiler der Hamburger Truppe. Die Mannschaft erreichte die Ausscheidungsrunde für die eingleisige Bundesliga, schaffte aber nicht den Sprung auf einen Platz, der zur Teilnahme an der fortan nicht mehr in Nord- und Südstaffel unterteilten, sondern eingliedrigen höchsten bundesdeutschen Spielklasse berechtigt hätte. Somit spielte der HTB ab 1975 in der 2. Bundesliga, zur Saison 1975/76 wurde der US-Amerikaner Robert Kunysz als Verstärkung geholt.
Die Herren des HTB blieben in der Saison 1978/79 unter dem Trainergespann Hans-Dieter Niedlich/Dietfried Kienast in der Hinrunde ungeschlagen (neun Siege in Folge), gewannen im Frühjahr 1979 die Meisterschaft in der Nordstaffel der 2. Basketball-Bundesliga und kehrten somit in die Bundesliga zurück. In derselben Saison erreichte der HTB als Zweitligist das Achtelfinale des DBB-Pokals und schied dort im Januar 1979 gegen den Bundesligaverein SSC Göttingen aus. In Folge des erreichten Aufstieg in die höchste deutsche Spielklasse gab es Überlegungen, eine Spielgemeinschaft mit dem Lokalrivalen VfL Pinneberg (damals 2. Bundesliga) zu bilden, welche aber nicht umgesetzt wurden. Die HTB-Mannschaftsleitung erwog, in der Bundesliga Spitzenspiele gegen namhafte Gegner statt in der Universitätssporthalle am Turmweg in der größeren Sporthalle Hamburg auszutragen. Nach dem Bundesliga-Aufstieg war Dietfried Kienast alleiniger Cheftrainer, da sich Niedlich nach einer Knieverletzung einer Operation unterziehen musste und deshalb das Traineramt monatelang nicht hätte ausüben können. Verstärkt wurde die Mannschaft für das erste Erstligajahr mit Werner Spann, der vom Bundesliga-Absteiger Aschaffenburg in die Hansestadt gewechselt war. Des Weiteren waren Leistungsträger der Aufstiegsmannschaft wie der US-Amerikaner Rusty Smith, Holger Arpe, Peter John und Spielmacher Klaus-Günther Mewes geblieben. Im Dezember 1979 wurde beim in der Sporthalle Hamburg ausgetragenen Heimspiel gegen den TuS 04 Leverkusen mit knapp 2500 Zuschauern eine neue Bestmarke für ein HTB-Heimspiel aufgestellt. In der Saison 1979/80 musste die Mannschaft in die Abstiegsrunde und sicherte sich dort den Klassenverbleib.
In der Saison 1980/81 peilten die Hamburger einen Platz unter den ersten sechs an, die Mannschaft wurde mit dem Deutsch-Kanadier John Dronsella, dem US-Amerikaner Doug Widtfeldt sowie Carsten Petersen und Dirk Rehder verstärkt. Nach Angaben des Hamburger Abendblatts wurden Dronsella und Widtfeldt mit jeweils 1800 D-Mark monatlich vergütet und insgesamt ein Mannschaftshaushalt von 130 000 Mark aufgestellt. Manager und Geldgeber der Mannschaft war Fritz Engelking, hauptberuflich als Schiffsmakler tätig. Trotz der Verstärkung aus Übersee misslang der Saisonauftakt im Herbst 1980, auch da Widtfeldt zunächst verletzt ausfiel.
Nach der Bundesligasaison 1980/81 wurde die Mannschaft trotz sportlich erreichten Klassenerhalts aus der ersten in die zweite Liga zurückgezogen, nach dem der Verein die Bezuschussung der Mannschaft eingestellt hatte. In der zweiten Liga fungierte Mewes 1981/82 als Spielertrainer, zu den Leistungsträger gehörten neben Mewes auch Winfried Rathje, Herwig Picht sowie Rolf Gerken. Zu Jahresbeginn kam der Pole Wojciech Ocwieja als Neuzugang hinzu, dennoch wurde der Klassenerhalt in der zweiten Liga verpasst. Im Mai 1982 ging der HTB eine Spielgemeinschaft mit dem TuS Alstertal ein, um unter der Leitung von Trainer Dietfried Kienast in der Regionalliga anzutreten. Die Spielgemeinschaft, die als BG Hamburg am Wettkampfbetrieb teilnahm und in der Regionalliga-Saison 1982/83 den vierten Tabellenplatz belegte, wurde im Frühling 1983 wieder aufgelöst, der TuS Alstertal übernahm das Teilnahmerecht.
In der Saison 1981/82 spielten die Damen des HTB 62, die auch bereits 1961/62 in der Oberliga Nord spielten, unter der Leitung von Trainer Myslik in der Bundesliga. Zu den Stützen des HTB-Damenkaders in der Bundesliga zählten insbesondere Heidi Lange und Petra Blum.

## Handball
Bereits 1933 nahm er HTB an der Feldhandball-Meisterschaft der Deutschen Turnerschaft teil, schied aber bereits in der Vorrunde gegen den Militär-SV Bremen aus. Seit 1949 spielte die Feldhandball-Mannschaft des Vereins in der Oberliga Nord der damals höchsten deutschen Spielklasse. Zuvor war sie 1948 Hamburger Meister geworden. 1952 musste die Mannschaft als Tabellenletzter absteigen. Die Damen-Mannschaft spielte zeitgleich in der Stadtliga, die – mangels einer Oberliga – damals ebenfalls erstklassig war. Sie wurde 1950 Hamburger Hallenhandballmeister.

## Schwimmsport
Seit 1912 besteht beim HTB62 eine Schwimmsportabteilung. Die Kunstspringer gewannen in den 1950er Jahren mehrfach Hamburger Meistertitel und gehörten teilweise zur deutschen Spitzenklasse. Der HTB62 gehört zu den größten Schwimmvereinen Hamburgs am mehreren Standorten und mit breitem Schwimmausbildungprogramm für Kinder und Jugendliche. Er ist Gründungsmitglied der Startgemeinschaft Hamburg-West, die ein ambitioniertes Training unter professioneller Leitung anbietet. 
Die Wasserballer leisten eine intensive Kinder- und Jugendarbeit und konnten eine Vielzahl an Titeln erringen. Der HTB62 ist Gründungsmitglied der U18 Bundesliga und von Beginn an dabei. Die Erste Mannschaft spielt zurzeit in der 2. Liga Nord und arbeitet seit 2022 an dem Aufstieg in die Deutsche Wasserball-Liga. Im Naturbad Kiwittsmoor werden im Sommerhalbjahr Turniere veranstaltet.

## Tischtennis

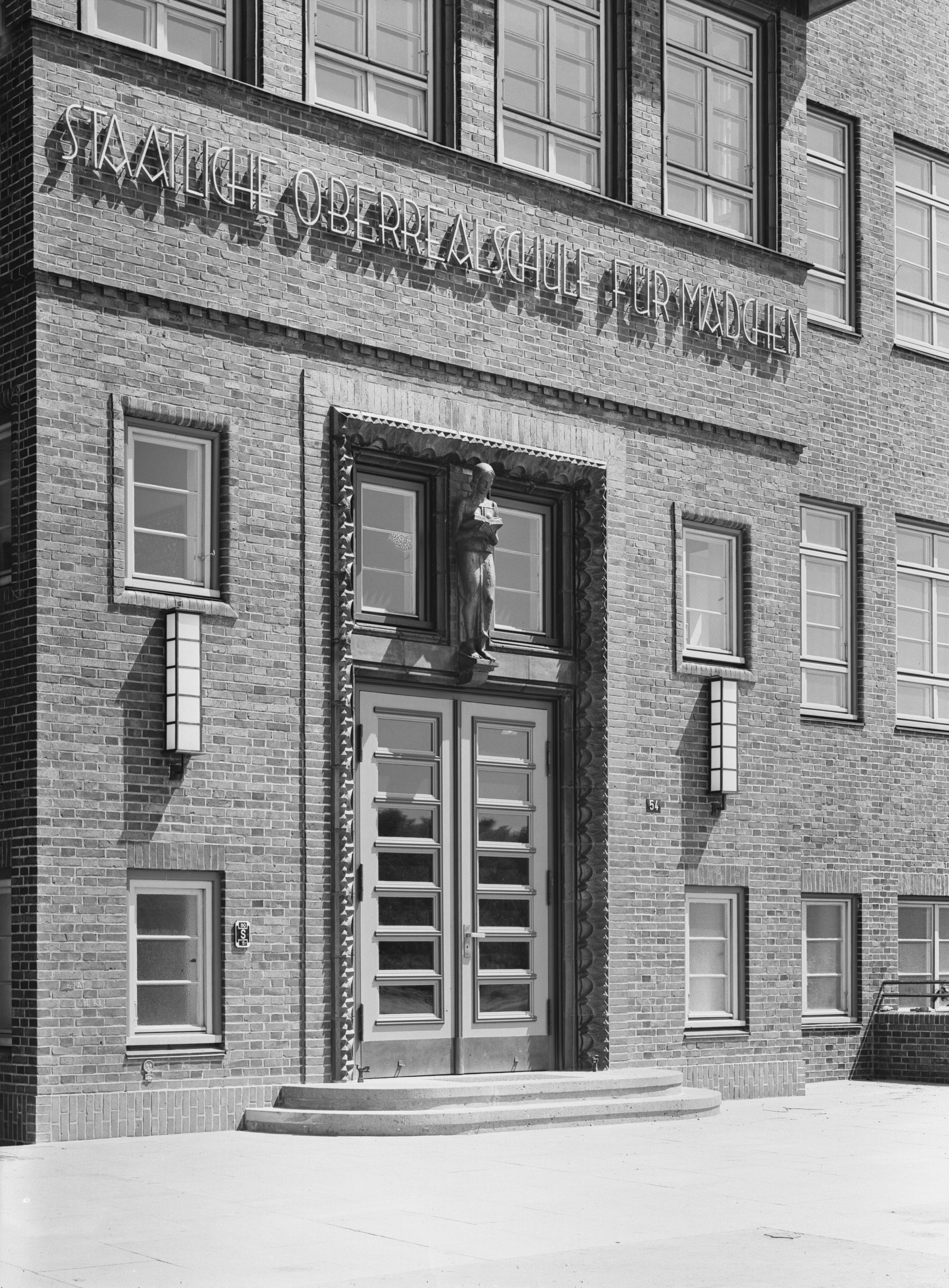
„Oberrealschule für Mädchen“ Spielort der Tischtennisspieler des HTB 62

Die erste Herren-Mannschaft, die 1952 Hamburger Mannschaftsmeister wurde, spielte in den 1950er Jahren in der Tischtennis-Oberlig-Nord, der damals höchsten deutschen Spielklasse. Die erste Damen-Mannschaft spielte zeitgleich in der Stadtliga. Der damalige HTBer Karl Hafemann wurde 1952 Hamburger Einzelmeister der Herren. Die Tischtennis-Sparte nutzte die Turnhalle der „Oberrealschule für Mädchen“ an der Caspar-Voght-Straße. Nachdem dort die Ballettschule des Hamburg Balletts einzog und die Tischtennisspieler ihre Heimat verloren, wurde die Abteilung aufgelöst.